# Monocaulus parvula
Monocaulus parvula är en nässeldjursart som först beskrevs av Sydney John Hickson och Gravely 1907.  Monocaulus parvula ingår i släktet Monocaulus och familjen Corymorphidae.
Artens utbredningsområde är Södra Ishavet. Inga underarter finns listade i Catalogue of Life.